# Minineptú

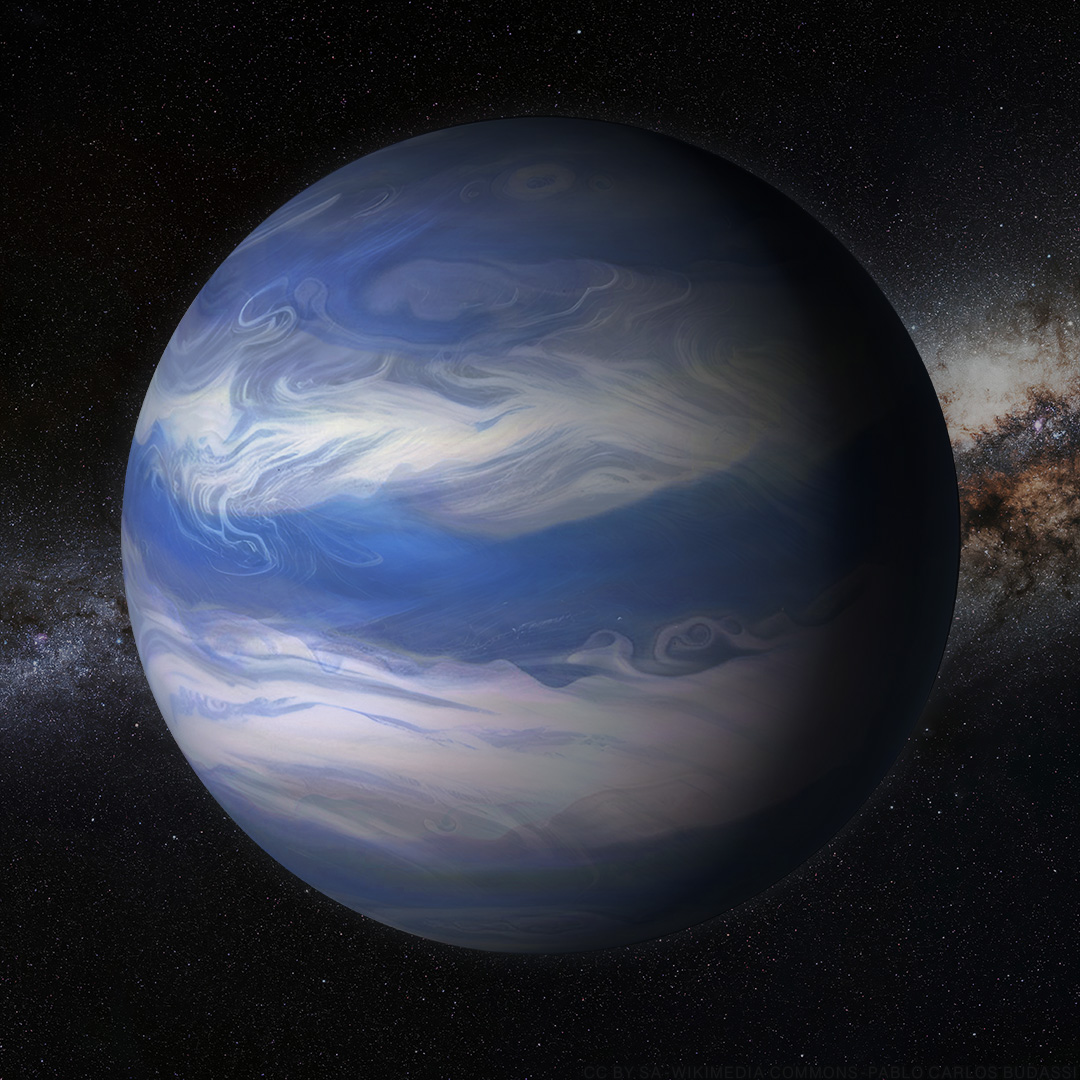
Concepció artística d'un minineptú o "nan de gas"

Un minineptú (de vegades anomenat nan de gas o planeta transicional) és un tipus de planeta més petit que Urà i Neptú però amb una massa superior a 10 vegades la massa de la Terra. Aquests planetes solen tenir gruixudes atmosferes espesses d'hidrogen i heli, i probablement compten amb capes internes de gel, roca o oceans líquids formats per aigua, amoníac, una barreja dels dos, o altres elements pesants i volàtils. El seu nucli és petit i compost per materials de baixa densitat.

Els estudis teòrics sobre aquests planetes es basen, en gran part, en el què sabem sobre Urà i Neptú. Si no disposessin d’una atmosfera tan densa, serien classificats com a planetes oceànics. Una línia divisòria estimada entre un planeta rocós i un planeta gasós és al voltant de dos radis terrestres, tot i que la massa pot variar molt segons la composició del planeta. En general, la massa d’un minineptú pot anar des del doble fins a vint vegades la massa de la Terra.
S'han descobert diversos exoplanetes que podrien encaixar en aquesta categoria, segons la seva massa i densitat conegudes. Un exemple és Kepler-11f, amb una massa 2,3 vegades superior a la massa terrestre, però la seva densitat és similar a la de Saturn. Això suggereix que es tracta d’un nan de gas amb un oceà líquid cobert per una atmosfera espessa d’hidrogen i heli, i un nucli rocós petit. Aquests planetes no solen orbitar gaire a prop de la seva estrella, ja que la intensa radiació i els vents estel·lars podrien dissipar la seva atmosfera. De fet, al sistema Kepler-11 s’ha observat que els planetes més pròxims a l’estrella tenen densitats més elevades que els que es troben a òrbites més externes.

## Exemples
El planeta extra-solar més petit conegut que podria ser un nan de gas és Kepler-138d. Tot i ser menys massiu que la Terra, té un volum un 60% més gran, cosa que li dona una densitat d’uns 2,1 g/cm³ (amb un marge d’error), fet que podria indicar una composició rica en aigua o bé la presència d’una atmosfera gasosa gruixuda. No obstant això, estudis més recents apunten que la seva densitat podria ser més alta del que es pensava inicialment, i això obriria la possibilitat que es tracti d’un planeta oceànic en lloc d’un nan de gas.